# Come On Get Up
A Come On Get Up Janet Jackson amerikai énekesnő utolsó kislemeze All for You című albumáról.
A dal az All for You turné koncertjeinek nyitódala volt, ezután jelent meg kislemezen, de csak Japánban. Tervezték, hogy megjelentetik máshol is és videóklip is készül hozzá, erre azonban végül nem került sor, ehelyett megkezdődött a munka Janet következő, Damita Jo című albumán.

## Hivatalos remixek
- Come On Get Up (John Ciafone Dub) – 7:05
- Come On Get Up (Manny Lehman Tribal Remix) – 4:08
- Come On Get Up (Milk & Sugar Mix)
- Come On Get Up (Milk & Sugar Classic Club Mix)
- Come On Get Up (Milk & Sugar Classic Radio Mix) – 3:39
- Come On Get Up (Milk & Sugar Retro Club Mix) – 8:37
- Come On Get Up (Milk & Sugar Retro Radio Mix) – 3:43
- Come On Get Up (Milk & Sugar Tribal Dub) – 6:17
- Come On Get Up (Mood II Swing Pacific Mix)
- Come On Get Up (Mood II Swing Pacific Vox Mix)
- Come On Get Up (Mood II Swing Pacific Club Mix) – 6:32

## Változatok
CD kislemez (Japán)
1. Come On Get Up (Radio Version) (3:37)

12" maxi kislemez (USA)
A1. Come On Get Up (John Ciafone Dub) (6:41)

B1. Come On Get Up (Mood II Swing Vox) (5:49)

B2. Come On Get Up (Mood II Swing Pacific Vox) (5:02)

## Helyezések
| Slágerlista (2002)    | Legmagasabb helyezés |
| --------------------- | -------------------- |
| Japán                 | 7                    |
| USA ARC Weekly Top 40 | 36                   |